# 新婦女協進會
新婦女協進會（英語：The Association for the Advancement of Feminism），簡稱婦進，香港婦女非牟利組織之一，成立於1984年3月8日，為香港女權運動領袖何芝君創辦。
成立目標：
- 排除女性在性、經濟、社會、文化及法律各範疇所受到的歧視；
- 爭取權益及福利，使女性能享有自由發展人格和潛質的機會，並促進女性的社會參與；
- 推廣意識培育，促進婦女解放運動，邁向性別平等的社會。

現在婦進大約有百多名會員。會員和公眾的捐助是婦進主要經費來源。婦進的主要工作包括政策倡議、調查研究、意識培育、資源發展及免費法律諮詢服務。現時婦進轄下設有會員大會、執行委員會及幾個工作小組，包括婦女事務監察組、《女流》編委會、性與人權小組、資源組、性別平等教材套工作小組、回歸十年研討會工作小組、綠心小組、婦女參政小組、飲食失調口述歷史小組。
執行委員會由主席、內務副主席、外務副主席、秘書、財政和三位委員組成，任期為期兩年。

## 出版物品
- 《又喊又笑──阿婆口述歷史》
- 《差異與平等：香港婦女運動的新挑戰》
- 《十六歲少女口述歷史》
- 《十八歲少女之意志》